# Stylogaster westwoodi
Stylogaster westwoodi är en tvåvingeart som beskrevs av Smith 1967. Stylogaster westwoodi ingår i släktet Stylogaster och familjen stekelflugor.
Artens utbredningsområde är Tanzania. Inga underarter finns listade i Catalogue of Life.